# Arthur Becker (Politiker, 1862)
Arthur Becker, auch Arthur Becker-Bartmannshagen, (* 19. Mai 1862 in Memel; † 20. März 1933 in Bartmannshagen) war ein deutscher Politiker (SPD), Gutsbesitzer und Landwirt.

## Leben
Arthur Becker war ein Sohn des Unternehmers Moritz Becker, der im Bernsteinbergbau in Ostpreußen zu großem Reichtum gekommen war. Er besuchte Gymnasien in Berlin und Wittenburg, wo er 1883 das Abitur ablegte. Nachdem er ein Semester an der Universität Genf studiert hatte, unternahm er eine Reise durch Italien. Seinen Militärdienst leistete er 1886/87 als Einjähriger ab. Danach studierte er Land- und Forstwirtschaft sowie Philosophie, Wirtschafts- und Staatswissenschaften an den Universitäten Königsberg, Freiburg und Halle.
Nach Absolvierung seines Studiums arbeitete er in den Bernsteinwerken seines Vaters. Dienstreisen führten ihn unter anderem nach Wien, London und Paris. Bei einer einjährigen Weltreise 1893/94 machte er Tagebuchnotizen zum Stand der Technik und den sozialen Verhältnissen in den besuchten Ländern. 1892 trat er für fünf Jahre mit einer Geschäftsbeteiligung von 10 Prozent der Firma Stantien & Becker bei.
1896 kaufte er mit Unterstützung seines Vaters das Rittergut Bartmannshagen bei Grimmen in Vorpommern mit 430 Hektar Land. Von seinem Vorgänger übernahm er die Pacht des Vorwerks Heidebrink mit 108 Hektar. Neben Pferdezucht betrieb er Obst- und Gemüseanbau. Ab 1903 ließ er ein repräsentatives Gutshaus errichten, das in der DDR als Krankenhaus genutzt wurde und bis heute zum DRK-Krankenhaus Grimmen gehört. 1910 ließ er das Gut aufsiedeln, indem er zu günstigen Bedingungen Land an 24 Familien abgab.
Becker war zunächst Mitglied der Freisinnigen Volkspartei. 1899 wurde Becker vom Stralsunder Regierungspräsidenten wegen Amtsmissachtung des Landrats des Landkreises Grimmen verklagt. Becker hatte jeglichen amtlichen Verkehr mit dem Landrat Ernst Osterroht abgelehnt, den er „sittlicher Verfehlungen“ beschuldigte. Da dieser nach seiner Amtsenthebung einen Suizidversuch unternahm, kam es zu keiner Gerichtsverhandlung.
Mit dem Nachfolger Axel Freiherr von Maltzahn, dem er Amtsmissbrauch durch Benachteiligung der liberalen Bewegung und der Arbeiterorganisationen vorwarf, prozessierte er 1910/1911 unter deutschlandweiter Beachtung. Der Reichstag und das Preußische Abgeordnetenhaus debattierten über die Auseinandersetzung. Als Folge musste der Landrat wegen Verstoßes gegen geltendes Recht zurücktreten und Becker wurde wegen Beamtenbeleidigung zu einer Gefängnisstrafe verurteilt. Diese wurde in einer Revisionsverhandlung von einem Jahr auf drei Monate reduziert.
Die Freisinnige Volkspartei war 1910 in der Fortschrittlichen Volkspartei aufgegangen, deren linkem Flügel er bis 1918 angehörte. Er setzte sich für die Aufteilung des Großgrundbesitzes und die Verbesserung der Lebens- und Arbeitsbedingungen der Landbevölkerung ein. Becker korrespondierte häufig mit dem Journalisten Hellmut von Gerlach, dem er wiederholt über die politischen Verhältnisse auf dem Lande berichtete. Da in der Fortschrittspartei Beckers Forderungen nach einer Bodenreform nicht unterstützt wurden, legte er noch vor Ausbruch des Ersten Weltkriegs seine Parteiämter nieder. Während des Krieges setzte er sich weiter für agrarische Siedlungspolitik ein.
Von November bis Dezember 1918 war er Vorsitzender des Kreis-, Arbeiter- und Bauernrates. 1919 trat er in die SPD ein. Nachdem er den Landrat von Kusserow 1920 wegen Unterstützung des Kapp-Putsches zu Fall gebracht hatte, war er als „Der Landratstürzer“ bekannt. Arthur Becker gehörte von 1921 bis 1931 dem Grimmer Kreisausschuss an und war Vorsitzender der SPD-Fraktion im Kreistag. Weiterhin war er Mitglied der Deutschen Liga für Menschenrechte, deren Generalsekretär Kurt Großmann sein Neffe war. Becker machte die Liga auf den Fall Josef Jakubowski aufmerksam, der zu einer umfassenden Diskussion über die Todesstrafe in der Weimarer Republik führte. In der zweiten Hälfte der
1920er Jahre zog er sich aus gesundheitlichen Gründen, aber auch aus Enttäuschung über die sozialdemokratische Politik und die Entwicklung in Deutschland mehr und mehr aus der aktiven Politik zurück.
Wegen der Inflation, nicht zurückerstatteter Kriegsanleihen und geringer Einnahmen konnte Becker die Kosten für den ihm verbliebenen Besitz in den 1920er Jahren nicht mehr decken. Er musste sich verschulden und versuchte das Gut zu verkaufen. Für das übergroße Gutshaus mit nur noch geringem Landbesitz fand sich jedoch kein Käufer. Es wurde vier Jahre nach Beckers Tod 1937 zwangsversteigert.
Arthur Becker, der zwar an die Stralsunder Jüdische Gemeinde Steuern zahlte, selbst aber nicht am jüdischen Gemeindeleben teilnahm, wurde in rechtskonservativen Kreisen als der „rote Jude“ bezeichnet. Becker wurde auf dem Jüdischen Friedhof Berlin-Weißensee beigesetzt.

## Familie
Arthur Becker heiratete 1896 Hedwig Jenny Luise Donat († 1923), die einer Hugenottenfamilie entstammte. Mit ihr hatte er eine Tochter und einen Sohn. 1924 heiratete er Antje ter Hell (* 1902), seine Großnichte aus Berlin, mit der er eine Tochter hatte.
Sein Sohn Alfred erwarb 1931 das Gut Kritzow bei Schwerin. Da er sich Schikanen der Nationalsozialisten ausgesetzt sah, die ab Mitte 1932 die Regierung Mecklenburg-Schwerins stellten, verließ er 1932 Deutschland. Von 1938 bis 1943 war er in Jugoslawien für die britische Special Operations Executive tätig. Danach ging er über Palästina nach Kenia. Nach dem Tod seiner Frau kehrte er nach 1963 Deutschland zurück und starb 1967 in West-Berlin.